# 入矢義高
入矢 義高（いりや よしたか、1910年（明治43年）12月13日 - 1998年（平成10年）6月30日）は、日本の中国文学者。中国禅を中心とした仏教学者。専門は中国古典文学。学位は、文学博士。名古屋大学名誉教授、京都大学名誉教授。日本学士院会員。正四位勲二等瑞宝章。

## 経歴
出生から修学期
1910年、鹿児島県鹿児島市で英語教師・入矢祐雲の長男として生まれた。1928年、福岡県立小倉中学校を卒業。1932年に福岡高等学校を卒業し、京都帝国大学に進学。ドイツ文学を専攻したいと考えていたが、父の意向で中国文学へと転向し、倉石武四郎の指導を受けた。1936年、京都大学文学部文学科を卒業。
漢学研究者として(戦前)
卒業後は、広島県立中学(旧制)の教員となり、県立呉第一中学校に勤務。しかし、1939年、東方研究所(現：京都大学人文科学研究所)助手となった。中国文学の口語研究を進め、特に禅籍における中世期の口語中国語研究を考究した。1944年、北京へ留学。
太平洋戦争後
1948年、東方文化研究所が京都大学に包摂されることに伴い、京都大学人文科学研究所所属となった。1949年、同研究所助教授に昇任。1955年、名古屋大学文学部教授を兼任し、人文科学研究所教授に昇任。1964年、ハンブルク大学客員教授も務めた。1968年、名古屋大学文学部学部長を務めた。1970年、京都大学文学部教授も兼任。1974年に京都大学を退官(1995年より名誉教授)。同年より、花園大学嘱託教授を兼任。1977年に名古屋大学も退任し、名誉教授となった。同年4月からは京都産業大学外国語学部教授となった。1982年、花園大学嘱託教授も退任し、客員教授となった。
学界では、1994年に日本学士院会員に選出された。1998年に死去。死去と同時に正四位に叙された。

## 受賞・栄典
- 1983年：勲二等瑞宝章を受章
- 1998年：叙正四位

## 研究内容・業績
専門は中国古典文学で、中国禅を中心とした著作に関する業績が多い。研究者としての詳細は『入矢義高先生追悼文集』(汲古書院)に詳しい。
禅関連著作の訳・校註
岩波文庫版『臨済録』は朝比奈宗源訳で出版されていたが、ルース・佐々木の依頼で中世中国語学の見地より新訳を行い、第3版目で刊行された。『碧巌録』新訳は後進研究者と当たった。また、1965年前後からは禅文化研究所を中心に数々の語録研究会を主催し、後進の育成指導にも当たった。
門下生
指導を受けた学生には、以下がいる。
- 小川隆 (仏教学者)
- 岡村繁 (古典中国文学者)
- 川合康三 (中国文学者)
- 衣川賢次 (中国文学者)
- 篠原寿雄
- 佐野公治
- 西口芳男
- 塩見邦彦
- 溝口雄三
- 慶谷寿信

## 著作

### 単著
- 『明代詩文』(中国詩文選 23) 筑摩書房 1978
  - 増補文庫化 平凡社東洋文庫 2007[2]
- 『求道と悦楽：中国の禅と詩』岩波書店 1983
  - 増補文庫化 岩波現代文庫 2012
- 『自己と超越 禅 人 ことば』岩波書店 1986
  - 増補文庫化 岩波現代文庫 2012
- 『中国文人詩選』中央公論社 1982[3]
  - 文庫化 中公文庫 1992
- 『日本文人詩選』中央公論社 1983
  - 文庫化 中公文庫 1992
- 『寂室：永源寂室和尚語』(日本の禅語録 10) 講談社 1979
- 『良寛詩集』(日本の禅語録 20) 講談社 1978
  - 再版 講談社(禅入門 12) 1994
  - 再版 講談社(禅の古典 12) 1982[4]
  - 改訂版 平凡社東洋文庫 2006
- 『空花集 入矢義高短篇集』思文閣出版 1992

### 校注・編訳
- 『寒山』(中国詩人選集 5) 岩波書店 1958
  - 新装版
- 『雨窓欹枕集、清平山堂話本』(中国古典文学全集 7) 平凡社 1958
  - 再収『雨窓欹枕集/清平山堂話本ほか』(中国古典文学大系 25,宋・元・明通俗小説選) 平凡社
- 『官場現形記』(中国古典文学全集 27・28) 平凡社 1960
  - 再収『官場現形記』(中国古典文学大系 51・52) 李宝嘉著、石川賢作共訳、平凡社 1967-1975
  - 中国古典文学大系シリーズ一括復刊 1994年
- 『袁宏道』(中国詩人選集 第2集 11) 岩波書店、1963
  - 新装版
- 『六十年の変遷』(中国現代文学選集 14,長編小説 6) 李六如著、石川腎作共訳、平凡社 1962
- シリーズ『禅の語録』筑摩書房 1969-
  - 文庫化 筑摩書房(禅の語録) 2016

1. 第7巻『龐居士語録』1973
2. 第8巻『伝心法要/宛陵録』1969
3. 第15巻『雪竇頌古』梶谷宗忍・柳田聖山と共訳注、1981

- 『黄檗伝心法要』(世界古典文学全集 36A 禅家語録) 筑摩書房 1972
  - 復刊 1989年・2005年
- 『洛陽伽藍記/水経注抄』(中国古典文学大系 21) 平凡社 1974
- 改訳文庫化『洛陽伽藍記』楊衒之著、平凡社東洋文庫 1990
  - ワイド版 平凡社 2008年
- 『中正子 中巌円月：中世禅家の思想』(日本思想大系 16) 岩波書店 1972
- 『東京夢華録：宋代の都市と生活』孟元老（中国語版）著、梅原郁共訳、岩波書店 1983
  - 再訂版 1993年
  - 改訂文庫版 平凡社東洋文庫 1996年、ワイド版2009年
- 『臨済録』臨済義玄著、岩波文庫 1989
  - ワイド版 1991
- 『五山文学集』(新日本古典文学大系 48) 岩波書店 1990
- 『庭訓往来/句双紙』(新日本古典文学大系 52) 早苗憲生共校注[5]、岩波書店 1996 [6]

### 監修
- 『近世随筆集』(中国古典文学大系 55) 平凡社 1971
- 『仏教文学集』(中国古典文学大系 60) 編・解説担当、平凡社 1975
- 『芥子園画伝』青木正児訳注、入谷補訂解説、筑摩書房 1975
- 『馬祖の語録』編著、禅文化研究所 1984
  - 新装版 筑摩書房(禅の語録 5) 2016
- 『禅林画賛：中世水墨画を読む』監修、毎日新聞社 1987
- 『玄沙広録』(全3巻) 監修、禅文化研究所 1987-1999
  - 新装版 筑摩書房(禅の語録12 abc) 2016
- 『碧巌録』(全3冊) 末木文美士・溝口雄三・伊藤文生訳注、岩波文庫 1992-1996年[7]
  - ワイド版 1997
- 『景徳伝灯録』(全4巻) 監修、禅文化研究所 1993
- 『禅語辞典』監修、思文閣出版 1997

### 記念論集・雑誌特集号
- 『禅文化研究所紀要 第15号(入矢義高教授喜寿記念論集)』 禅文化研究所 1988
- 『入矢義高先生追悼文集』諸研究会連合編、汲古書院 2000
- 『入矢教授・小川（小川環樹）教授退休記念 中国文学語学論集』筑摩書房 1974

### 論文
- CiNii>入矢義高
- INBUDS>入矢義高